# Filarmónica Checa
A Filarmónica Checa ou Filarmônica Checa (em tcheco/checo:  Česká filharmonie) é uma orquestra sinfônica baseada em Praga, sendo conhecida como uma das orquestras mais respeitadas da República Checa.

## História
O nome "Orquestra Filarmônica Checa" apareceu pela primeira vez em 1894, como título da orquestra do Teatro Nacional de Praga. A orquestra apresentou seu primeiro concerto com o nome atual em 4 de janeiro de 1896, quando Antonín Dvorák conduziu suas próprias composições, mas ela não tornou-se totalmente independente da ópera até 1901. O primeiro concerto representativo ocorreu em 15 de outubro de 1901, dirigido por Ludvík Čelanský, o primeiro Diretor Artístico da orquestra. Em 1908, Gustav Mahler conduziu a orquestra na première mundial da sua Sinfonia nº7. A orquestra se tornou internacionalmente conhecida sob a batuta de Václav Talich, que foi o Maestro Residente de 1919 a 1931 e novamente de 1933 a 1941. Em 1941 Talich e a Filarmônica fizeram uma viagem a Alemanha, interpretando o ciclo de poemas sinfônicos Má Vlast de Bedřich Smetana. 
Os Maestros Chefes da orquestra incluíram: Rafael Kubelík (1942–1948), Karel Ančerl (1950–1968), Václav Neumann (1968–1989), Jiri Belohlavek (1990–1992), Gerd Albrecht (1993–1996), Vladimir Ashkenazy (1996–2003) e Zdeněk Mácal (2003–2007). Em fevereiro de 2008 a Filarmônica anunciou o nome de Eliahu Inbal para ser o próximo Maestro Chefe, efetivado na temporada de 2009/10.
O Maestro Convidado Residente atual é Manfred Honeck, e incluiu Sir Charles Mackerras, um notável especialista em música checa.

## Maestros-chefes
| - 1901-1903 Ludvík Čelanský - 1903-1918 Vilém Zemánek - 1919-1931 Václav Talich - 1933-1941 Václav Talich - 1942-1948 Rafael Kubelík | - 1950 Karel Šejna - 1950-1968 Karel Ančerl - 1968-1989 Václav Neumann - 1990-1992 Jiří Bělohlávek - 1993-1996 Gerd Albrecht | - 1996-2003 Vladimir Ashkenazy - 2003-2007 Zdeněk Mácal - 2009–presente Eliahu Inbal |